# Hans-Dieter Dreher

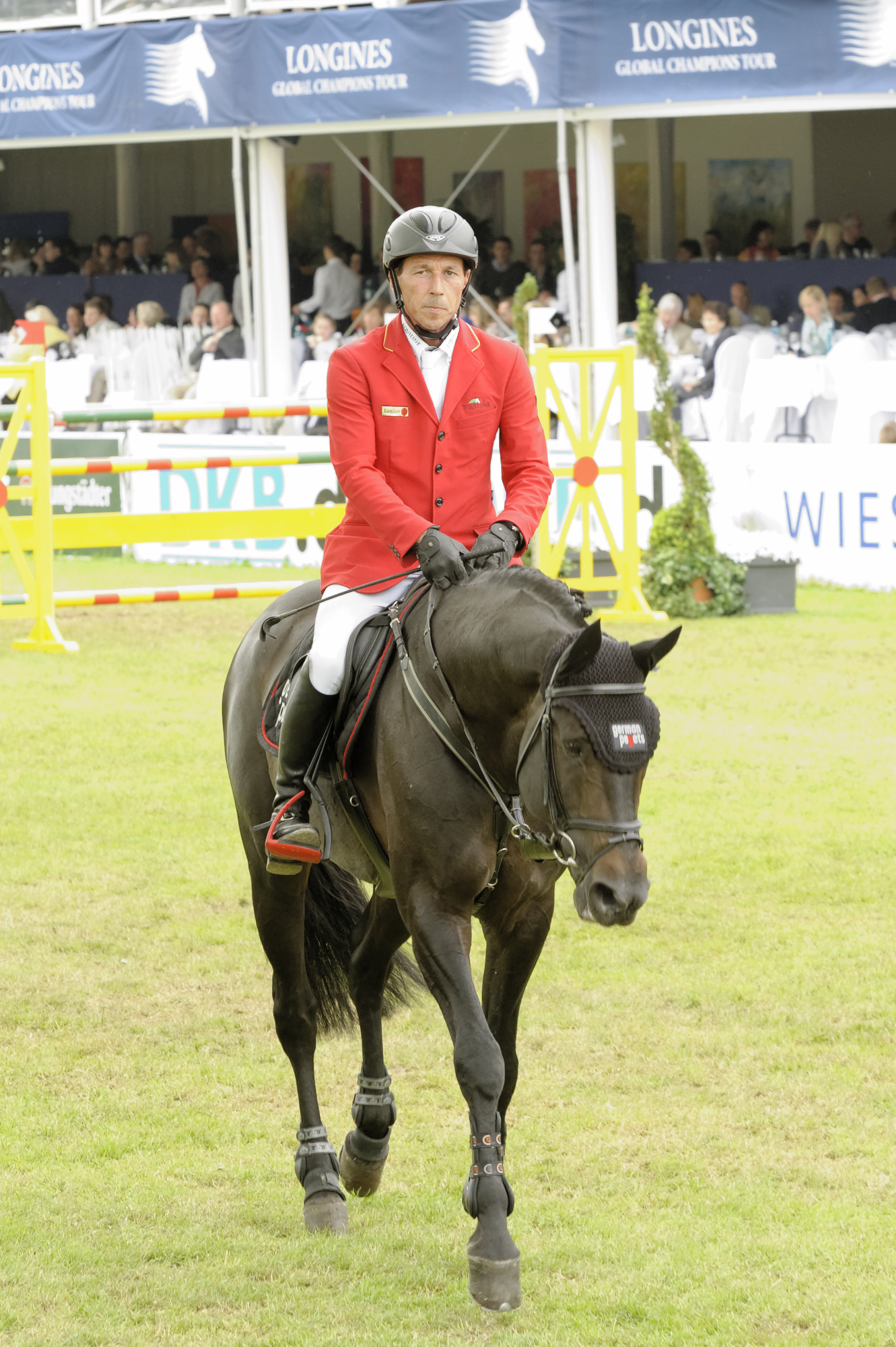
Hans-Dieter Dreher a l'Ambaixada de la II Internacional de la Pentecosta torneig a Wiesbaden 2013

Hans-Dieter Dreher   (Rheinfelden, 10 de febrer de 1972) és un genet de salt de cavall alemany.

## Biografia
Dreher va tenir els primers contactes amb els cavalls amb el seu pare que va córrer en una cavallerissa de la seva propietat. Com a resultat d'això, va començar d'hora amb passejos i amb vuit anys va fer el seu primer salt. Quan era menor edat va ser campió nacional dues vegades a Baden-Württemberg i també va participar en el Campionat Alemany júnior en salt. El seu aprenentatge, es va realitzar a la granja familiar, com a resultat, va passar tres anys com a genet a Alsàcia. Des de llavors és resident a Eimeldingen, on va treballava com a director esportiu.
Després de ser major d'edat, va entrar de genet principalment en tornejos regionals alemanys fins a arribar al nivell avançat i en diversos tornejos internacionals. En 2005 va ser campió de salt Baden-Württemberg.
Dreher va tenir el seu gran èxit internacional en 2011: Després de diversos pilots amb el foc Magnus Romeu, que no estigui correctament pogut trobar, convençut Vèncer Mändli 's ex genet del cavall propietari Paul Bücheler, Hans-Dieter Dreher el cavall a la quadra a marxar. el seu primer gran èxit compartit havia Dreher i Magnus Romeoa l'abril de 2011, a Itàlia, el Gran Premi de la CSI3* Pioltello guanyat.
Després d'un setè lloc al Campionat alemany va ser nominat per primera vegada per la CHIO Aachen. Això va ser seguit d'aparicions en Copes de Nacions i la Copa Mundial de Salts.
El juny de 2011 va rebre des de la FEI, la quota mensual de la concessió de la "rellotge rolex Un per Veure" com a pilot en el Top 250 de l'actual rànquing mundial de la llista, el més gran salt a la part superior (de rang 386 rang 231). Al setembre de 2012, va ser un dels primers en el top 20 mostren saltant riders del món (classificats 17 del rànquing mundial). La guanyadora de la Copa del món de salts a Stuttgart alemany Mestres de 2013 significava el seu major èxit.
Hans-Dieter Dreher és en l'equip de l'alemany a la mostra de salt pilot. Ell és casat i pare de dos fills.

## Cavalls

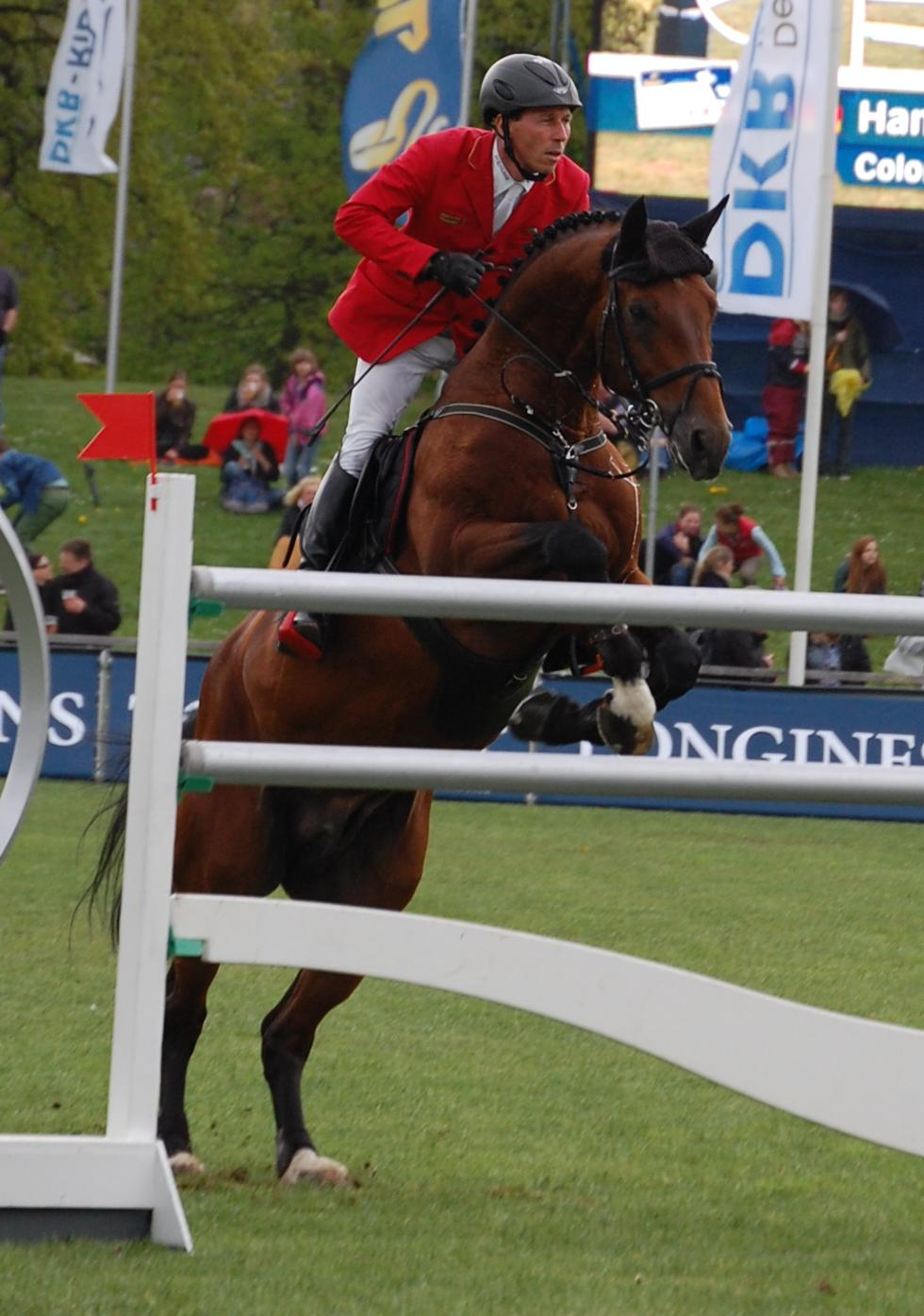
Hans-Dieter Dreher amb Colore, CSI 5* Hamburg 2013

### Actualment
- Cool and Easy (des del 2004), Holsteiner gelding, pare: Contendent, mare el pare: Riverman[8]
- Embassy II (* 2001), un color marró fosc, Hannover foc, pare: escut cap verd I, com a mare, pare: Silvio I, criador: Dr. Bonny-Jasmin Jacobs; propietari: mascle actitud Galmbacher SPZ[9]
- Magnus Romeo (* 2001), de color marró fosc, Argentina foc, sire: Reial Feu, mare, pare: Hans Anders Z; per la primavera del 2009 per l'Argentí pilot Martin Mallo muntat, a continuació, a juny de 2010 per la Clarissa Crotta cavall fins al Març de 2011 per Vèncer Mändli rode; propietari: Gestüt Grenzland, Paul Bücheler[10]

### Espectacle de cavalls
- Lasandro (* 1998), la Oldenburg castanyer gelding, pare: la Llibertat M, mare el pare: Sidney; titular: Daniel Blanc; més recentment, el 2014, en l'esport internacional[11]

## Èxit
Campionats Alemanys

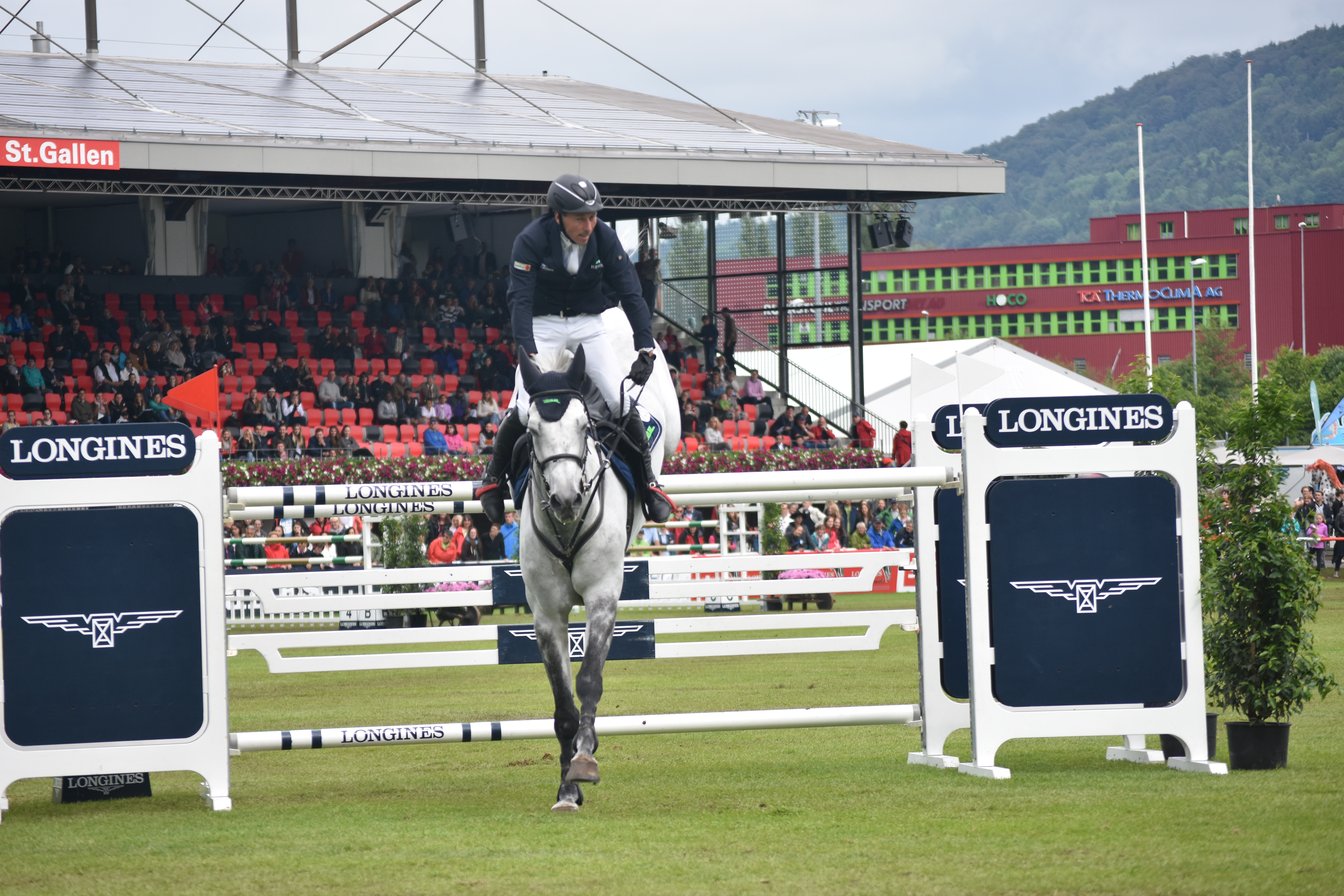
Hans-Dieter Dreher en l'últim salt en el camí cap a la primera de les CSIO 5*-victòria a St. Gallen en el 2016. Que va en la seva part superior cavall Fresc i Fàcil

- En 2011, Balve: 7. Lloc amb Magnus Romeu[12]
- 2015, Balve: 9. Lloc Fresc i Fàcil

Campionat de Baden-Württembergische
- 2012, restes del bosc: de 3. Curs (Homes)

Més
- 2010:
  - 1. Platz im Großen Preis von San Lazzaro di Savena (CSI 2*) mit Lasandro
- 2011:
  - 1. Platz im Großen Preis von Pioltello (CSI 3*) mit Magnus Romeo, 2. Platz im Preis von Nordrhein-Westfalen beim CHIO Aachen (CSIO 5*) mit Magnus Romeo, 5. Platz im Großen Preis von Hickstead (CSIO 5*) mit Magnus Romeo, 3. Platz im Großen Preis von Donaueschingen (CSI 3*) mit Magnus Romeo, 4. Platz im Großen Preis von London-Olympia (CSI 5*-W) mit Embassy II, 4. Platz im Weltcupspringen von Mechelen (CSI 5*-W) mit Magnus Romeo
  - mit der deutschen Mannschaft: 6. Platz im Nationenpreis von Dublin (CSIO 5*) mit Magnus Romeo
- 2012:
  - 1. Platz im Großen Jagdspringen im Rahmen des CSI Basel (CSI 5*) mit Constantin B, 2. Platz im Championat von Braunschweig (CSI 4*) mit Embassy II, 1. Platz im Großen Preis von Braunschweig (CSI 4*) mit Embassy II, 4. Platz im Großen Preis von Neuendorf (CSI 3*) mit Magnus Romeo, 1. Platz im Großen Preis von München-Riem (CSI 3*) mit Embassy, 2. Platz im Großen Preis von Monaco (CSI 5*) mit Embassy, 4. Platz im Großen Preis von Aachen (CSIO 5*) mit Embassy, 1. Platz im Großen Preis von Crans-Montana (CSI 3*) mit Embassy, 1. Platz im Großen Preis von Chevenez (CSI 2*) mit Master de Menardiere, 3. Platz im Weltcupspringen von Genf (CSI 5*-W) mit Magnus Romeo
  - mit der deutschen Mannschaft: 4. Platz im Nationenpreis von Lummen (CSIO 5*) mit Magnus Romeo, 4. Platz im Nationenpreis von La Baule (CSIO 5*) mit Magnus Romeo, 1. Platz im Nationenpreis von Calgary-Spruce Meadows (CSIO 5*) mit Embassy
- 2013: 2. Platz im Großen Preis von Offenburg (CSI 2*) mit Constantin B, 1. Platz im Deutschen Hallenchampionat der Landesmeister in Braunschweig mit Constantin B, 3. Platz in der Global Champions Tour-Etappe von Wiesbaden (CSI 5*) mit Magnus Romeo, 2. Platz bei der Riders Tour-Wertungsprüfung von Wiesbaden (CSI 5*) mit Embassy II, 1. Platz im Großen Preis von Albführen (CSI 2*) mit Colore, 1. Platz im Weltcupspringen von Stuttgart (CSI 5*-W) mit Embassy II sowie mit der deutschen Mannschaft 1. Platz im Nationenpreis von Calgary (CSIO 5*) mit Colore
- 2014: 2. Platz im Großen Preis von San Giovanni in Marignano (CSI 2*) mit Embassy II, 3. Platz im Weltcupspringen von Lyon (CSI 5*) mit Embassy II sowie mit der deutschen Mannschaft 3. Platz im Nationenpreis von Rom (CSIO 5*) mit Embassy II und 2. Platz im Nationenpreis von Hickstead (CSIO 5*) mit Embassy II
- 2015: 1. Platz im Weltcupspringen von Leipzig (CSI 5*) mit Embassy II, 1. Platz im Großen Preis von Gorla Minore (CSI 2*) mit Le Quidam, 2. Platz im Großen Preis von Antwerpen (CSI 5*) mit Embassy II, 1. Platz im Großen Preis von Neuried-Ichenheim (Springprüfung Klasse S***) mit Magnus Romeo, 3. Platz im Großen Preis von Helsinki (CSI 5*-W) mit Cool and Easy, 1. Platz im Großen Preis von Maastricht (CSI 3*) mit Colore, 2. Platz im Großen Preis von A Coruña (CSI 5*) mit Embassy II
- 2016: 2. Platz im Großen Preis von ’s-Hertogenbosch (CSI 5*) mit Cool and Easy, 1. Platz beim Grossen Preis der Schweiz am CSIO Schweiz (CSI 5*) in St. Gallen ebenfalls mit Cool and Easy

(Stand: 14. De març de 2016)